# دميترو خومشينوفيسكي
دميترو خومشينوفيسكي (بالأوكرانية: Хомченовський Дмитро Геннадійович)‏ (16 أبريل 1965 بفوهليدار في أوكرانيا - ) هو لاعب كرة قدم أوكراني في مركز الوسط. شارك مع منتخب أوكرانيا تحت 19 سنة لكرة القدم ومنتخب أوكرانيا تحت 21 سنة لكرة القدم ومنتخب أوكرانيا لكرة القدم. أما مع النوادي، فقد لعب مع بونفيرادينا وزوريا لوهانسك وأولمبيك دونيتسك وكريفباس كريفي ريه ‏.

## وصلات خارجية
- دميترو خومشينوفيسكي على موقع الاتحاد الأوربي (الإنجليزية)
- دميترو خومشينوفيسكي على موقع اتحاد أوكرانيا (الإنجليزية)
- دميترو خومشينوفيسكي على موقع قاعدة بيانات كرة القدم.إي يو (الإنجليزية)
- دميترو خومشينوفيسكي على موقع ناشيونال فوتبول تيمز (الإنجليزية)
- دميترو خومشينوفيسكي على موقع Soccerway.com (الإنجليزية)
- دميترو خومشينوفيسكي على موقع عالم كرة القدم.نت (الإنجليزية)
- دميترو خومشينوفيسكي على موقع AS.com (الإسبانية)